# 2753 Duncan
2753 Duncan (1966 DH) là một tiểu hành tinh vành đai chính được phát hiện ngày 18 tháng 2 năm 1966 bởi Đài thiên văn Goethe Link ở Brooklyn.